# کوین مک‌دونالد (بازیکن فوتبال)
کوین مک‌دونالد (انگلیسی: Kevin MacDonald؛ زادهٔ ۲۲ نوامبر ۱۹۶۰) بازیکن فوتبال اهل بریتانیا است.
از باشگاه‌هایی که در آن بازی کرده‌است می‌توان به باشگاه فوتبال کاردیف سیتی، باشگاه فوتبال والسال، باشگاه فوتبال لیورپول، باشگاه فوتبال لستر سیتی، و باشگاه فوتبال کاونتری سیتی، باشگاه فوتبال رنجرز، باشگاه فوتبال لستر سیتی، و باشگاه فوتبال کاردیف سیتی اشاره کرد.